# ATP Challenger Ahmedabad
Das ATP Challenger Ahmedabad (offiziell: Ahmedabad Challenger) war ein Tennisturnier, das von 1995 bis 2000 mit Ausnahme von 1999 jährlich in Ahmedabad, Indien, stattfand. Es gehörte zur ATP Challenger Tour und wurde im Freien auf Sand gespielt. Vadim Kutsenko konnte das Turnier als einziger mehrmals gewinnen.

## Liste der Sieger

### Einzel
| Jahr | Sieger            | Finalgegner        | Ergebnis          |
| ---- | ----------------- | ------------------ | ----------------- |
| 2000 | Vadim Kutsenko    | Oren Motevassel    | 6:2, 6:4          |
| 1999 | nicht ausgetragen | nicht ausgetragen  | nicht ausgetragen |
| 1998 | Antony Dupuis     | Oleg Ogorodov      | 6:4, 6:2          |
| 1997 | Vadim Kutsenko    | Herbert Wiltschnig | 6:1, 6:4          |
| 1996 | Nuno Marques      | Eyal Ran           | 6:3, 6:1          |
| 1995 | Tomas Nydahl      | Eyal Ran           | 6:4, 6:0          |

### Doppel
| Jahr | Sieger                            | Finalgegner                   | Ergebnis          |
| ---- | --------------------------------- | ----------------------------- | ----------------- |
| 2000 | Cédric Kauffmann Fazaluddin Syed  | Justin Bower Damien Roberts   | 3:6, 6:4, 6:4     |
| 1999 | nicht ausgetragen                 | nicht ausgetragen             | nicht ausgetragen |
| 1998 | Noam Okun Nir Welgreen            | Noam Behr Eyal Ran            | 3:6, 6:0, 6:4     |
| 1997 | Emanuel Couto João Cunha e Silva  | Gōichi Motomura Oleg Ogorodov | 6:4, 3:6, 6:3     |
| 1996 | Mahesh Bhupathi Leander Paes      | Georg Blumauer Udo Plamberger | 6:3, 3:6, 6:3     |
| 1995 | Pietro Pennisi Davide Sanguinetti | Ivan Baron João Cunha e Silva | 7:6, 6:4          |